# SN 1998N
SN 1998N – supernowa odkryta 24 stycznia 1998 roku w galaktyce A113329+0351. W momencie odkrycia miała maksymalną jasność 23,10m.